# Mark Walport
Mark Jeremy Walport FRS, FRCP, FRCPath, FMedSci (Londres, 25 de janeiro de 1953) é um médico britânico. É assessor científico chefe do governo britânico.